# Río Ariporo
El río Ariporo es un curso de agua en Colombia y afluente del río Casanare, por lo tanto sub-tributario del Orinoco a través del río Meta. Se encuentra ubicado en el departamento del Casanare, en la parte nororiental del país, a 500 km al este de la capital Bogotá.

## Geografía
El río Ariporo nace en la vertiente oriental de la cordillera Oriental, en el extremo occidental del departamento de Casanare. Luego fluye hacia el este antes de unirse al río Casanare en el extremo este del departamento, unos kilómetros antes de la desembocadura de este en el río Meta.

## Climatología
La temperatura media anual en la zona es de 25 °C. El mes más cálido es marzo, cuando la temperatura promedio es de 28 °C, y el más frío es julio, con 22 °C. La precipitación media anual es de 2.959 milímetros. El mes más lluvioso es junio, con un promedio de 467 mm de precipitación, y el más seco es enero, con 2 mm de precipitación.